# Buffalo Bill, le héros du Far-West
Cet article possède un paronyme, voir Buffalo Bill (homonymie).
Pour plus de détails, voir Fiche technique et Distribution.
Buffalo Bill, le héros du Far-West ou L'Attaque de fort Adams (Buffalo Bill, l'eroe del Far West) est un western franco-germano-italien réalisé par Mario Costa, sorti en 1964.
Ce film fait partie de la série Les Aventures de Buffalo Bill.[réf. nécessaire]

## Synopsis
Chargé d'une mission de pacification entre Indiens et Blancs, Buffalo Bill se rend sur le territoire d'Indian Creek, où des troubles viennent d'éclater.

## Fiche technique
- Assistant réalisateur : François Dupont-Midi

## Distribution
- Gordon Scott  (V.F : Jean-Claude Michel) : Buffalo Bill
- Catherine Ribeiro  (V.F : elle-même) : Rayon de lune
- Roldano Lupi  (V.F : Jean Michaud) : Le colonel Peterson
- Ingeborg  Schoeller (V.F : Catherine Sola) : Mary la fille du colonel
- Mirko Ellis  (V.F : Jean Violette) : Bec d‘aigle
- Piero Lulli  (V.F : Edmond Bernard) : Fred
- Jan Hendriks  (V.F : Jacques Beauchey) : Jack Monroe
- Mario Brega  (V.F : Claude Bertrand) : Big Sam
- Hans von Borsody  (V.F : Jean-Pierre Duclos) : Capitaine Georges Hunter
- Fédor Chaliapine fils  (V.F : Raymond Rognoni) : Renard Sage
- Ugo sasso  (V.F : Serge Nadaud) : Snack
- Franco Fantasia : George, un homme de Monroe
- Jacques Herlin : Un homme au saloon
- Andrea Scotti : Un homme de Monroe